# 東畑精一
东畑精一（日语：東畑精一, 1899年2月2日—1983年5月6日）是一位日本农业经济学家。

## 生平
1899年出生于日本三重县。1919年毕业于第八高等学校，1922年毕业于东京大学农学部农学科，之后留校任教。1926年赴德留学，进入波恩大学学习计量经济学，与中山伊知郎交往密切。返回日本后1933年升任为教授。1936年参与筹划昭和研究会，1939年担任东京大学教授，第二次世界大战后担任农林省农林水产政策研究所所长、政府税制调查会会长。

## 荣誉
1964年被选为日本学士院会员，1975年获得勳一等旭日大綬章，1980年获得文化勳章。